# Tokugawa Yorifusa
Tokugawa Yorifusa (徳川頼房, , 15 de setembro de 1603 - 23 de agosto de 1661), também conhecido como Mito Yorifusa , foi um Daimyō do início do Período Edo da História do Japão .

## Vida
Conhecido na infância como Tsuruchiyomaru, foi o décimo primeiro filho de Tokugawa Ieyasu , o primeiro shogun Tokugawa. Yorifusa foi primeiro Daimyō do Domínio de Shimotsuma (na Província de Hitachi, com renda de 100.000 koku ) de 1606 a 1609, depois disso foi transferido para o Domínio de Mito (na Província de Hitachi , 350.000 koku), em 1609, fundando assim o ramo Mito da casa Tokugawa (o ramo secundário da Gosanke ). Inicialmente Yorifusa foi um oficial do terceiro escalão da Corte ( Jusanmi ), em 1627 passou a ser Chūnagon (Conselheiro de Segundo Escalão) .
Quando  Yorisufa assumiu o controle de Mito, já havia poderosas famílias no local, cuja colaboração seria fundamental para a preservação da ordem. Um meio adotado para trazer seus líderes para o lado de Yorisufa foi nomeá-los Gōshi, proporcionando-lhes um rendimento, e assegurando-os como força estabilizadora. Yorisufa adotou este procedimento em apenas quatro casos mais graves, mas seus sucessores Mitsukuni e Tsunaeda, continuaram a prática em cerca de catorze famílias. A maioria recebia salários de 25 oua 50 kokus, além de outros subsídios. É interessante notar que os primeiros grupos de samurais rurais em Mito, que eram chamados de kyuke (famílias antigas), não foram concedidos feudos, mas ao invés disso era fornecido arroz dos cofres do Han, de acordo com o sistema mononari. Em tempos de paz permaneciam como camponeses, e não como guerreiros permanentes .
Entre seus filhos podemos citar os mais famosos: Mitsukuni, Yorishige, Yorimoto, Yoritaka, e Yorikatsu .
| Precedido por Ninguém           | - 1º Líder do Ramo Mito 1609-1661 | Sucedido por Tokugawa Mitsukuni  |
| Precedido por Tagaya Shigetsune | Daimyō de Shimotsuma 1606–1609    | Sucedido por Matsudaira Tadamasa |
| Precedido por Tokugawa Yorinobu | Daimyō de Mito 1609–1661          | Sucedido por Tokugawa Mitsukuni  |